# Arianna Puello

Arianna Isabel Puello Pereyra (San Pedro de Macoris, 16 de janeiro de 1977) conhecida como Arianna Puello ou Ari,  é uma MC espanhola de origem dominicana. Em 2016, foi indicada aos Grammys Latinos de Melhor Álbum de Música Urbana e Melhor Canção Urbana pelo álbum Despierta e pela canção "Hardcore & Feroz".